# Amtsgericht Altena

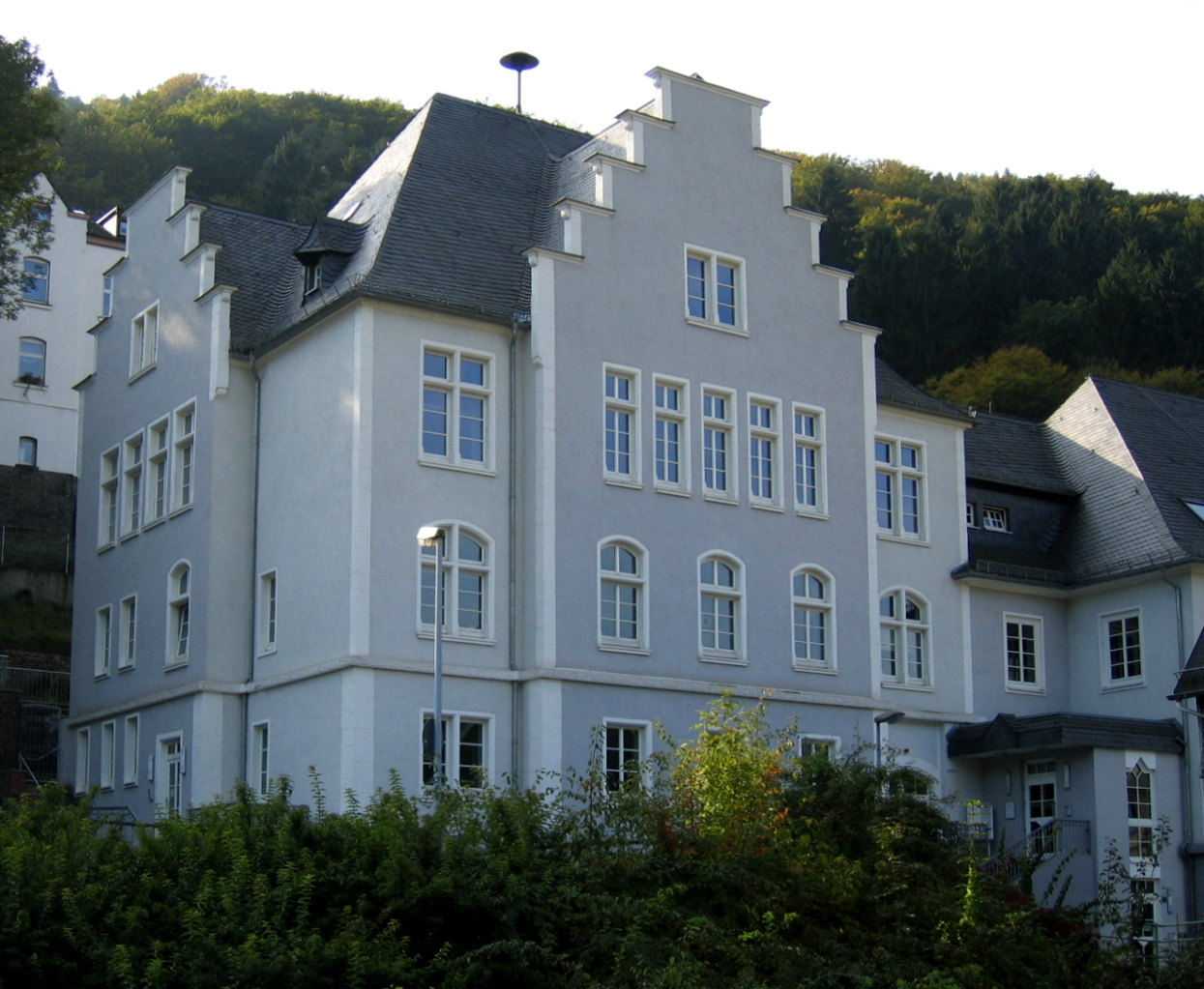
Gebäude des Amtsgerichts Altena

Das Amtsgericht Altena ist ein Gericht der ordentlichen Gerichtsbarkeit und eines der neun Amtsgerichte im Bezirk des Landgerichts Hagen. Das Amtsgericht Altena verfügt über 5 Richter.

## Gerichtssitz und -bezirk
Das Gericht hat seinen Sitz in Altena im Märkischen Kreis, Nordrhein-Westfalen. In dem rund 160 km² großen Gerichtsbezirk, der die Städte Altena, Neuenrade und Werdohl sowie die Gemeinde Nachrodt-Wiblingwerde umfasst, leben knapp 54.000 Menschen.
Als Schöffengericht ist das Amtsgericht Altena zusätzlich für die Stadt Plettenberg und die Gemeinde Herscheid zuständig.
Das Handels-, Genossenschafts- und Vereinsregister für den Bezirk des Amtsgerichts Altena werden beim Amtsgericht Iserlohn geführt. Für Mahn- und Insolvenzverfahren ist das Amtsgericht Hagen zuständig. Die Aufgaben des Landwirtschaftsgerichts sowie Haftsachen aus dem Gerichtsbezirk sind dem Amtsgericht Lüdenscheid übertragen.

## Gebäude
Das zuvor im alten Rathaus untergebrachte Gericht bezog 1889 das heutige Gebäude in der Gerichtsstr. 10, das 2004 grundsaniert wurde und unter Denkmalschutz steht.

## Geschichte
Schon im 14. Jahrhundert verfügte Altena über eine eigene Gerichtsbarkeit. 1753 wurde ein Landgericht errichtet, das 1812 wieder aufgelöst wurde. Mit der Königlich Preußischen Kreisgerichts-Comission Altena des Kreisgerichtes Lüdenscheid blieb der Ort aber Gerichtssitz. Das königlich preußische Amtsgericht Altena wurde mit Wirkung zum 1. Oktober 1879 als eines von 12 Amtsgerichten im Bezirk des Landgerichtes Hagen im Bezirk des Oberlandesgerichtes Hamm gebildet. Der Sitz des Gerichtes war Altena. Sein Gerichtsbezirk umfasste 
- aus dem Kreis Altena der Stadtbezirk Altena, die Ämter Altena und Neuenrade ohne dem Teil, der dem Amtsgericht Plettenberg zugeordnet war sowie die Bauernschaften Drescheid und Rosmart aus dem Amt Lüdenscheid
- aus dem Kreis Iserlohn den Gemeindebezirk Evingsen aus dem Amt Hemer.[3]

Am Gericht bestanden 1888 zwei Richterstellen. Das Amtsgericht war damit ein mittelgroßes Amtsgericht im Landgerichtsbezirk.

## Übergeordnete Gerichte
Unmittelbar übergeordnet ist das Landgericht Hagen. Zuständiges Oberlandesgericht ist das Oberlandesgericht Hamm.